# Едмунд Творц
Едмунд Францишек Творц (Шмигјел, 12. фебруар 1914 — Гдањск, 29. септембар 1987) био је пољски фудбалер који је играо на позицији бека.
Био је у пољском тиму на Светском првенству у фудбалу 1938. године, али је остао у Пољској пре почетка турнира, јер је само 15 играча отишло у Стразбур. Током тог времена, играо је за Варту Познањ. Шест пута је наступао за репрезентацију Пољске.